# Ӱ
Ӱ, ӱ (У с умлаутом) — буква расширенной кириллицы. Используется в трёх письменных нормах марийского языка: лугово-восточной марийской, горномарийской и северо-западной марийской (в первых двух является 24-й буквой алфавита, в северо-западном марийском —  27-й буквой алфавита), а также в алтайском, гагаузском, коми-язьвинском, хантыйском, хакасском, шорском и русинском языках. Обозначает гласный переднего ряда [y].